# Gastronomie flamande
 (mai 2016).

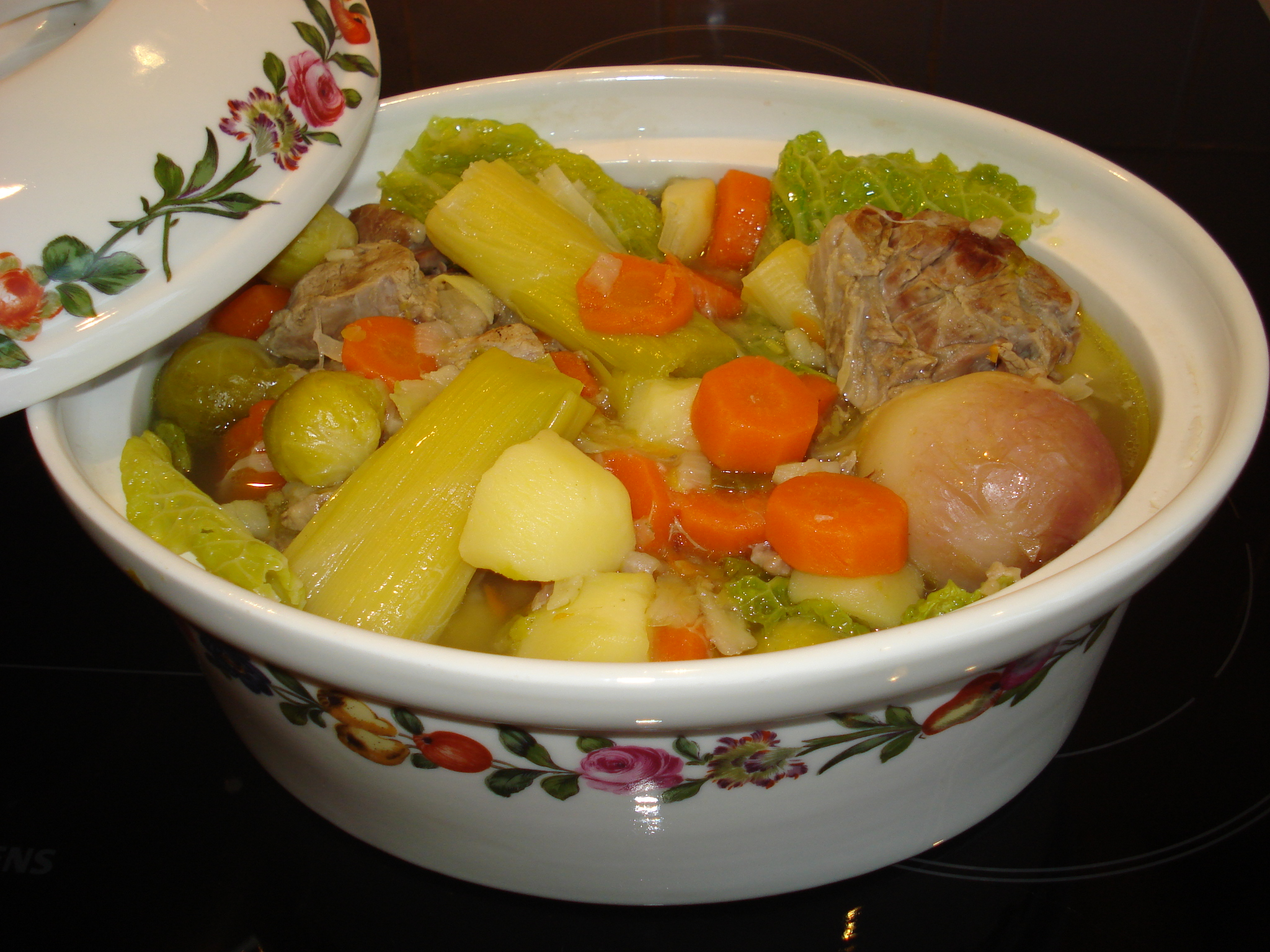
Hochepot.

La gastronomie flamande ou cuisine flamande est la gastronomie de la Flandre, belge ou du Nord de la France.
- Asperges à la flamande
- Carbonade flamande
- Quiche flamande
- Sole poêlée aux épinards et à la moutarde à la manière de Zeebrugge
- Hochepot des Flandres
- Oie à la flamande
- Chicons braisés à la flamande
- Soles « en carbonnade » à la bière
- Anguille au vert
- Potjevleesch

Fromages
- Abbaye d'Affligem
- Brique de Flandre
- Brique de Roubaix
- Château d'Arville
- Kazemat
- Pas de Bleu
- Passendale
- Père Joseph

Boissons alcoolisées
- Élixir d'Anvers

Pâtisserie
- Tarte au maton
- Geuteling